# ورزش در سوئیس

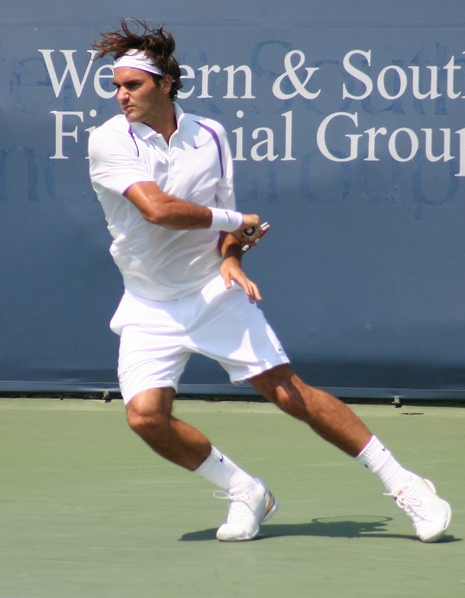
راجر فدرر را یکی از بهترین بازیکنان مرد تاریخ تنیس می‌دانند.

ورزش در سوئیس شامل یک فعالیت ورزشی منظم توسط مردم این کشور است و از هر چهار نفر یک نفر عضو فعال یک باشگاه ورزشی است. مهم‌ترین سازمان‌های همه‌جانبه برای ورزش در سوئیس، اداره فدرال ورزش و کمیته المپیک سوئیس هستند. سوئیس به دلیل مناظر و آب و هوای متنوع خود، ورزش‌های متنوعی را به ساکنان و بازدیدکنندگان خود ارائه می‌دهد. در حالی که ورزش‌های زمستانی در سراسر کشور انجام می‌شود، فوتبال و هاکی روی یخ همچنان محبوب‌ترین ورزش‌ها هستند.
رویدادهای ورزشی مهم در سوئیس شامل بازی‌های المپیک دو بار در سنت موریتز در زمستان ۱۹۲۸ و زمستان ۱۹۴۸ برگزار شد و جام جهانی فوتبال ۱۹۵۴، یورو ۲۰۰۸ یوفا در سوئیس و اتریش است.

## ورزش‌های پرطرفدار

### ورزش‌های زمستانی
اسکی و کوهنوردی از پرطرفدارترین ورزش‌های بین مردم سوئیس است. مرتفع‌ترین قله‌ها کوهنوردان را از سراسر جهان جذب می‌کند. سوئیس به عنوان یک کشور عمدتاً کوهستانی به‌طور سنتی یکی از قوی‌ترین کشورها در ورزش اسکی آلپاین بوده است، و رقابتی طولانی با کشور همسایه‌اش اتریش دارد. سوئیسی‌ها در دهه ۱۹۸۰ به اوج خود در این ورزش رسیدند. آنها در این سال جام ملت‌ها را در جام جهانی اسکی آلپاین FIS برای هفت سال متوالی از سال ۱۹۸۱ تا ۱۹۸۷ به دست آوردند. از موفق‌ترین اسکی‌بازان آلپاین سوئیس می‌توان به پیرمین زوربیگن، پیتر مولر، برنهارد روسی، دیدیه کوچی، فرانتس هاینزر و مایکل فون گرونیگن و فرینی شنایدر، اریکا هس، میشلا فیگینی، ماریا والیسر، ماری‌سنجادیز، ماری‌والیزر، ماری‌سنجی و بریژیت اورتلی اشاره کرد.
سوئیس همچنین به‌عنوان زادگاه سورتمه‌سواری رقابتی، که از استراحتگاه سنت موریتز سوئیس سرچشمه می‌گیرد، شناخته می‌شود. در این شهر اولین سورتمه در اواخر قرن نوزدهم ساخته شد. سوئیس به‌طور سنتی یک کشور قدرتمند در سورتمه سواری بوده است و از رقابت شدیدی با آلمان شرقی در دهه‌های ۱۹۷۰ و ۱۹۸۰ برخوردار بود.

### هاکی روی یخ
اکثر مردم سوئیس ورزش هاکی روی یخ را دنبال می‌کنند و طرفدار یکی از ۱۴ تیم لیگ ملی هستند که از سال ۲۰۲۳، پربازدیدترین لیگ هاکی روی یخ اروپا است.

### فوتبال
مانند بسیاری دیگر از کشورهای اروپایی، اکثر سوئیسی‌ها طرفدار ورزش فوتبال هستند و تیم ملی یا " ناتی " به‌طور گسترده مورد حمایت مردم این کشور قرار می‌گیرد. تیم ملی قبلاً در دوازده جام جهانی مختلف (آخرین در جام جهانی فوتبال ۲۰۲۲) و پنج دوره مسابقات قهرمانی اروپا (آخرین بار در سال ۲۰۲۱ و به عنوان میزبان مشترک با اتریش در سال ۲۰۰۸. همچنین در سال‌های ۱۹۹۶، ۲۰۰۴ و ۲۰۱۶) شرکت کرده است.

### بسکتبال
میس در سوئیس مقر فیبا، آژانس حاکم جهان برای رویدادهای بین‌المللی است. جای تعجب نیست که این کشور یکی از اعضای مؤسس فیبا است و بنابراین یکی از طولانی‌ترین سابقه بسکتبال جهان را دارد. کلینت کاپلا پردرآمدترین ورزشکار تیمی در تاریخ سوئیس بوده است.

### تنیس
در چند دهه گذشته، تنیس‌بازان سوئیسی راجر فدرر، استانیسلاس واورینکا و مارتینا هینگیس در صدر ورزش تنیس بوده‌اند. فدرر، واورینکا و هینگیس همگی عناوین انفرادی گرند اسلم را در اختیار دارند. فدرر ۲۰ عنوان قهرمانی گرند اسلم را به دست آورده و رکورد طولانی‌ترین حضور متوالی را به عنوان شماره ۱ جهان با ۲۳۷ هفته در اختیار دارد. فدرر در مجموع ۸ عنوان قهرمانی تنیس ویمبلدون را به دست آورد و همچنین ۶ بار تنیس آزاد استرالیا، ۵ بار در تنیس آزاد آمریکا و یک بار در تنیس آزاد فرانسه قهرمان شد. یکی دیگر از چهره‌های شناخته شده ورزش تنیس اهل سوئیس مارک راست است که مدال طلای تک نفره را در در بازی‌های المپیک تابستانی ۱۹۹۲ به دست آورد. فدرر و واورینکا در المپیک ۲۰۰۸ برای کسب مدال طلای دوبل با هم هم تیمی شدند و سوئیس نیز در جام دیویس ۲۰۱۴ را به دست آورد.

## بازی‌های المپیک
اتحادیه المپیک سوئیس یک سازمان ورزشی است که نماینده کشور سوئیس در کمیته بین‌المللی المپیک می‌باشد. این سازمان که در سال ۱۹۱۲ تأسیس شده مسئول آماده‌سازی و اعزام ورزشکاران به بازی‌های المپیک، بازی‌های المپیک جوانان و بازی‌های اروپایی است.

## لیگ‌های ورزشی
- سوپر لیگ فوتبال سوئیس
- لیگ چلنج فوتبال سوئیس
- جام حذفی فوتبال سوئیس
- رقابت‌های ورزشی در سوئیس

## رویدادها
- جام اسپنگلر
- تور دو سوئیس
- تور دو رماندی
- امگا مسترز اروپایی

## ورزشکاران مشهور

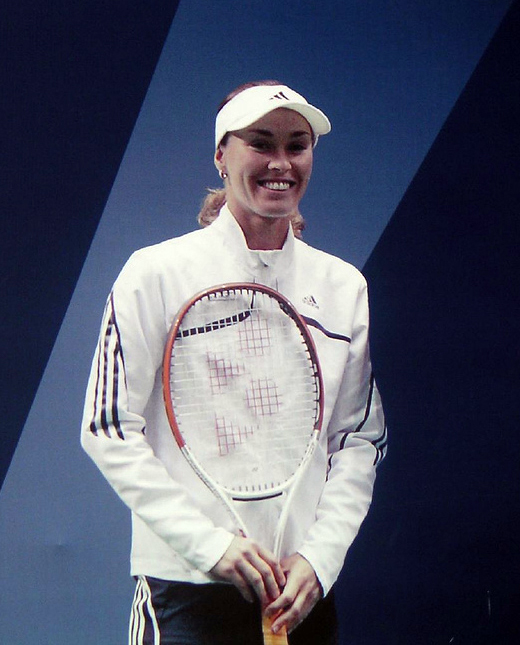
مارتینا هینگیس
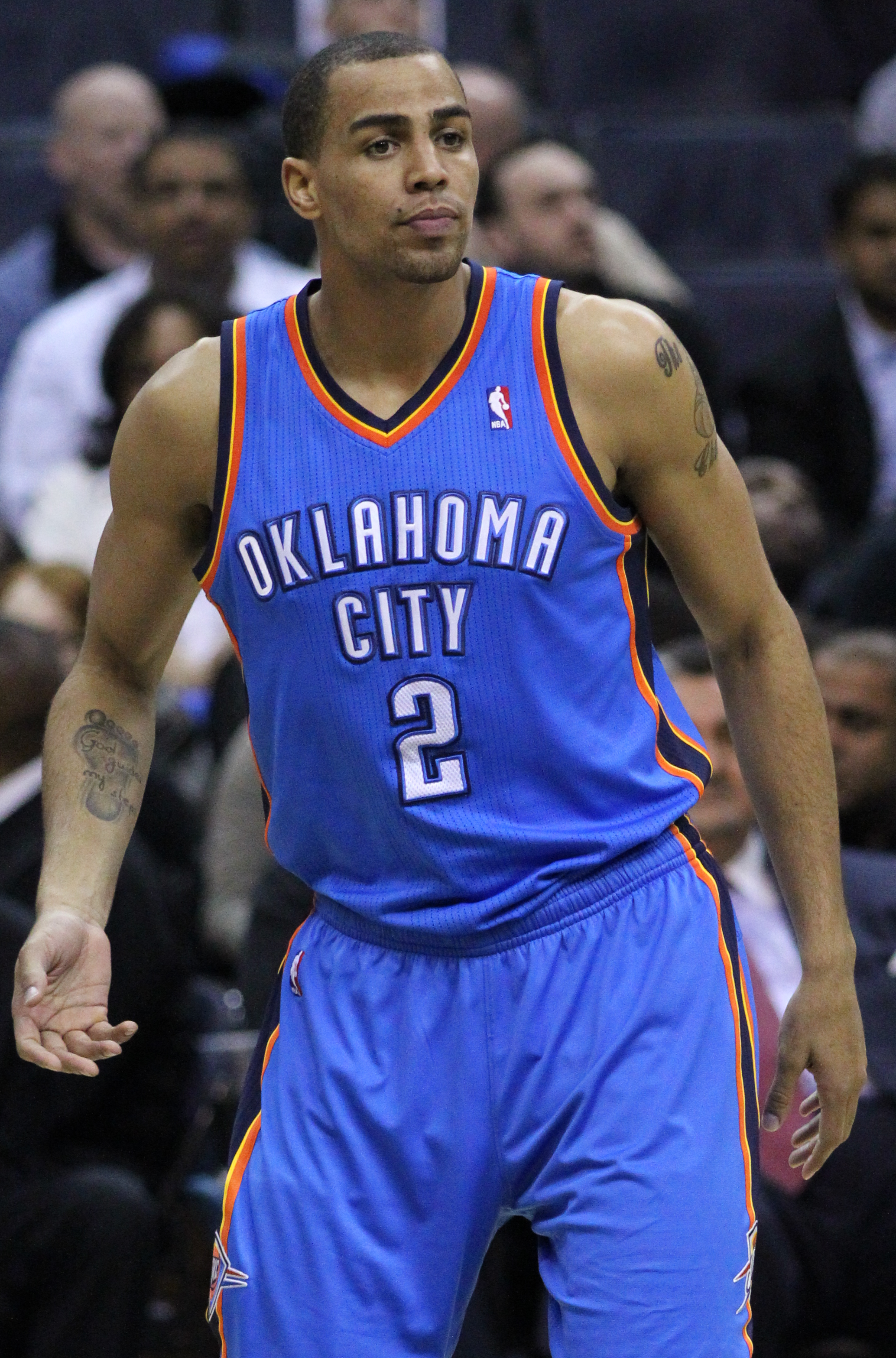
تابو سفولوشا
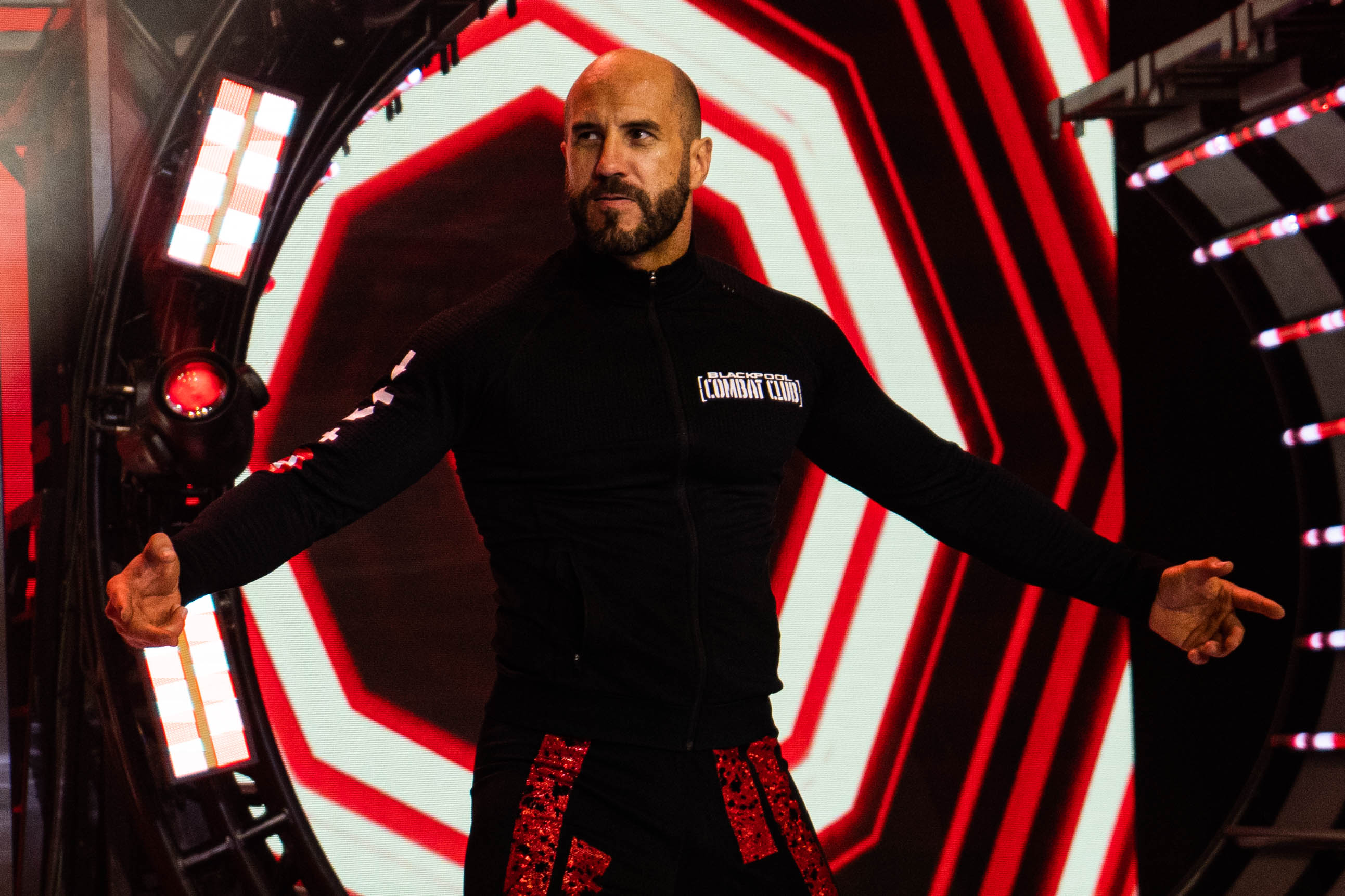
آنتونیو سزارو
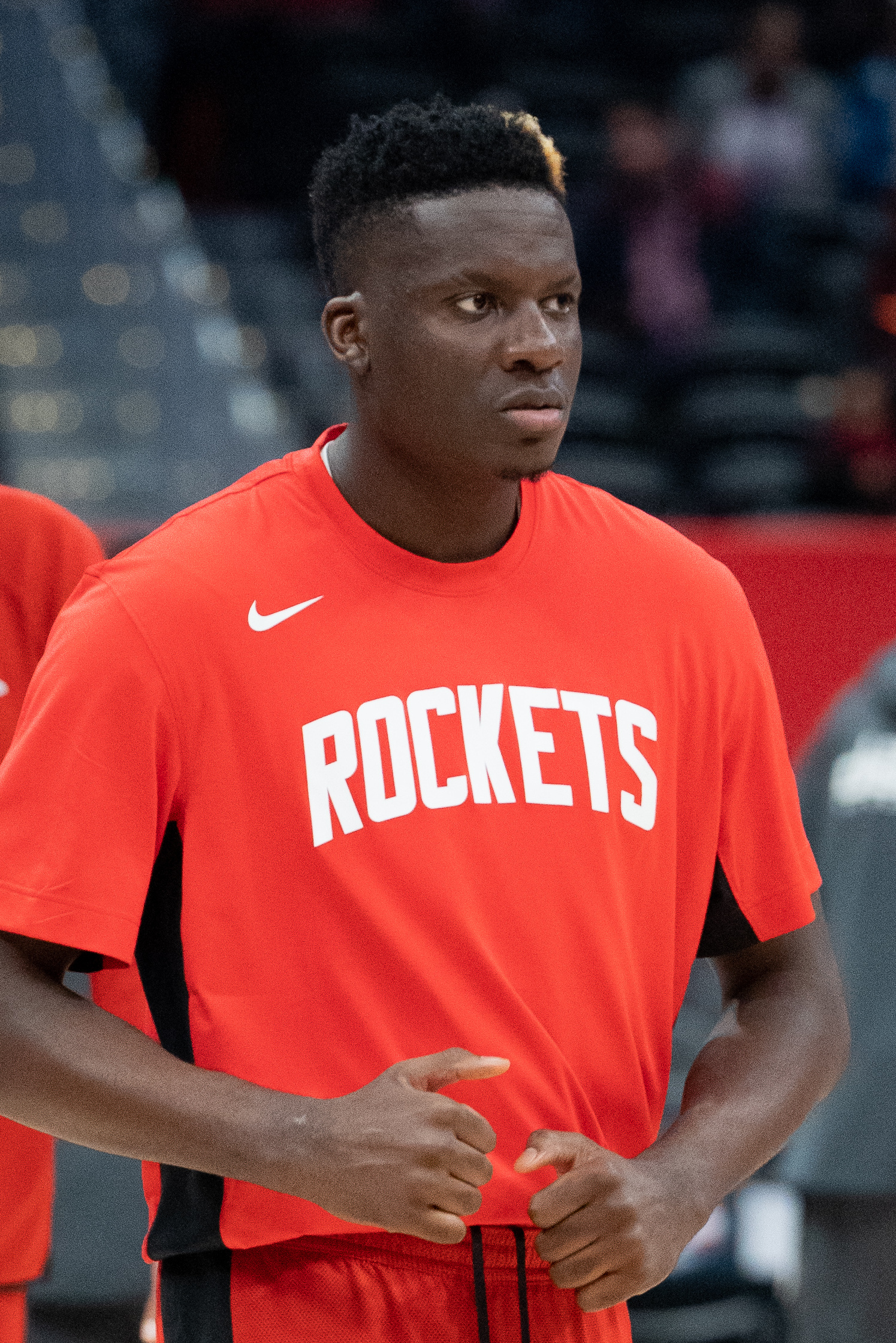
کلینت کپلا